# Burin (Préhistoire)
Pour les articles homonymes, voir Burin (homonymie).
Un burin est un outil préhistorique de pierre taillée, travaillé sur éclat ou sur lame afin qu'il ou elle présente un angle dièdre.

## Description
Déchelette les décrit comme des « lames terminées par une pointe en dièdre ». Pour Cheynier, le burin est un angle dièdre intentionnel obtenu par une ou plusieurs fractures réalisées avec la technique du « coup de burin » ; il en résulte un esquille que Chénier appelle « lamelle de coup de burin », qui comporte un petit « bulbe ». Elle présente souvent une « charnière » à son extrémité, avec un « ressaut » typique,.
Plus le burin a été utilisé, plus l'arête est vive.

## Technique du coup de burin
La partie active du burin est obtenue au moyen d'une technique de retouche particulière, appelée « technique du coup de burin », qui consiste à détacher, généralement au percuteur tendre, un petit éclat lamellaire dans l'épaisseur du support de façon à créer un pan latéral abrupt plus ou moins perpendiculaire au plan d'aplatissement du support. L'éclat lamellaire ainsi détaché est appelé « chute de burin ». Le dièdre obtenu est beaucoup plus robuste qu'un tranchant d'éclat brut et le burin peut-être ravivé de nombreuses fois en détachant de nouvelles chutes.

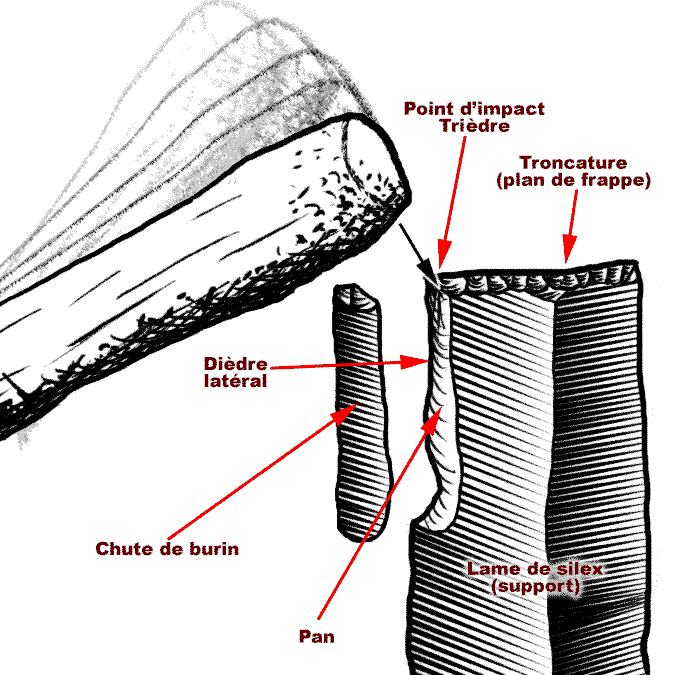
Technique du coup de burin
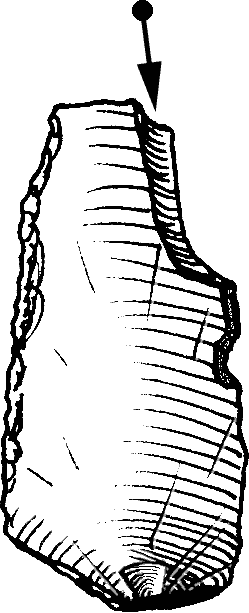
Burin
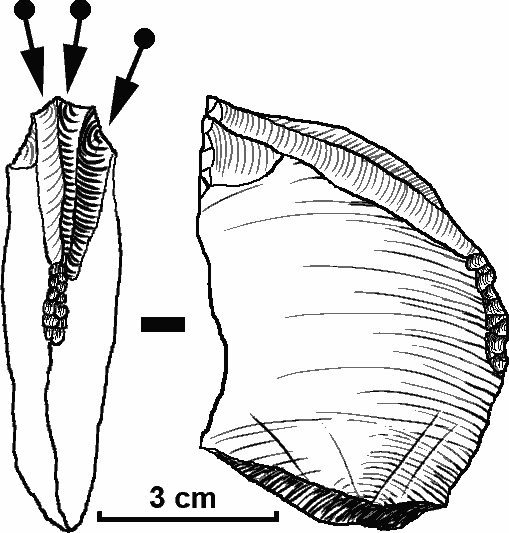
Burin caréné à facettes multiples
Technique du micro-burin (cliquer pour voir un arrêt sur chaque phase)
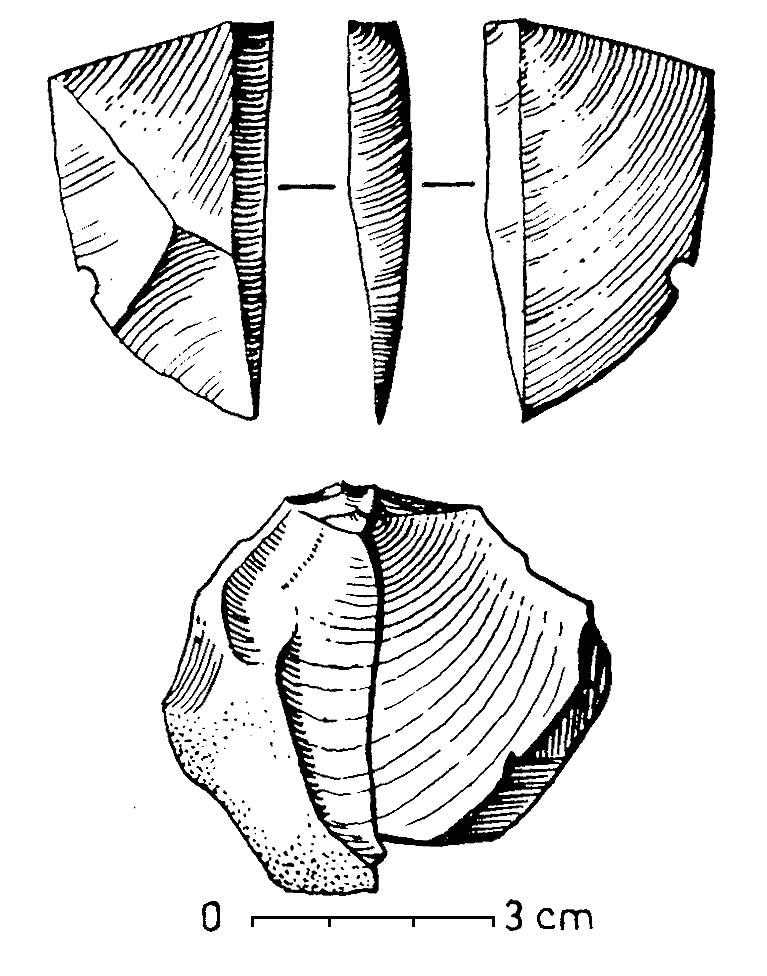
Pseudoburin à coup diamétral d'après Luis Siret : « Burin de Siret »

## Chronologie et fonction
Les burins sont connus tout au long du Paléolithique mais ils sont particulièrement nombreux et diversifiés durant le Paléolithique supérieur, sans doute en relation avec le développement de l'industrie en matière dure animale. En effet, les analyses fonctionnelles (ou « tracéologie ») montrent que les burins étaient souvent associés au travail de l'os ou de bois de cervidés, notamment pour fabriquer des sagaies, des harpons, des propulseurs ou des objets d'art mobilier. Ils pouvaient aussi être utilisés pour réaliser de fines incisions sur la roche dans le cadre de l'art pariétal.

## Histoire des classifications
D'après Cheynier (1963), le premier à en reconnaître l'usage est Louis Leguay (1877) qui, toujours selon Cheynay, les appelle des « tarauds ». Cependant la communication de Leguay sur ce sujet en 1877 mentionne à plusieurs reprises Édouard Piette parlant de « burins » mais ne fait aucune mention de « taraud ». Par contre ce mot de « taraud » est employé par d'autres auteurs, dont Gabriel de Mortillet (1867).
La première classification est du capitaine Maurice Bourlon (1911), à la suite de ses fouilles de l’abri de Masnaigre à Marquay (Dordogne) ; une classification qui reçoit l'approbation des abbés L. Bardon, Jean Bouyssonie et Amédée Bouyssonie préalablement à sa publication.  
Cette classification est augmentée par plusieurs préhistoriens, notamment Burkitt (1920) qui donne deux catégories principales : ceux à bord droit (comme un tournevis), qui font une encoche en V ; et ceux à bord convexe (comme une gouge), qui font une encoche en U. Noone (1934) y contribue également,.
Les travaux de Bourlon, de Burkitt et de Noone restent largement ignorés jusque dans les années 1950 avec Denise Sonneville-Bordes et Jean Perrot (1956).

## Types
Il existe de nombreux types de burins. 
- Burin en bec-de-flûte[1], le plus fréquent.
- Burin à facettes multiples, dont[1] :
  - les burins dérivés du burin busqué sans encoche[1].
  - burins polyédriques ou burins-ciseaux si le biseau est large (appellations Cheynier) : détachement de lamelles multiples de chaque côté du biseau[1].
- burin de Noailles[14].
- burin caréné (burin dièdre)[15]
- burin du Raysse ou de Bassaler[16] (burin sur troncature)[17]. Dans certains sites (Pataud, Flageolet I, les Jambes), ils sont liés à une forte diminution des burins de Noailles[16]. Une de ses fonctions probables est celle de nucléus à lamelles, avec plusieurs modalités de production[2].
- burin de Corbiac : inventé en 1970 par F. Bordes à partir du mobilier du site de plein-air du château de Corbiac (sur Bergerac en Dordogne), il est proche du burin transversal sur retouche latérale, mais généralement sans préparation par retouche d'un pan de frappe ; dans les cas où il y a préparation, les retouches sont soit très fines soit plates et n'endommagent pas le tranchant. Il peut aussi exister en forme longitudinale, auquel cas il est proche du burin sur troncature[18].

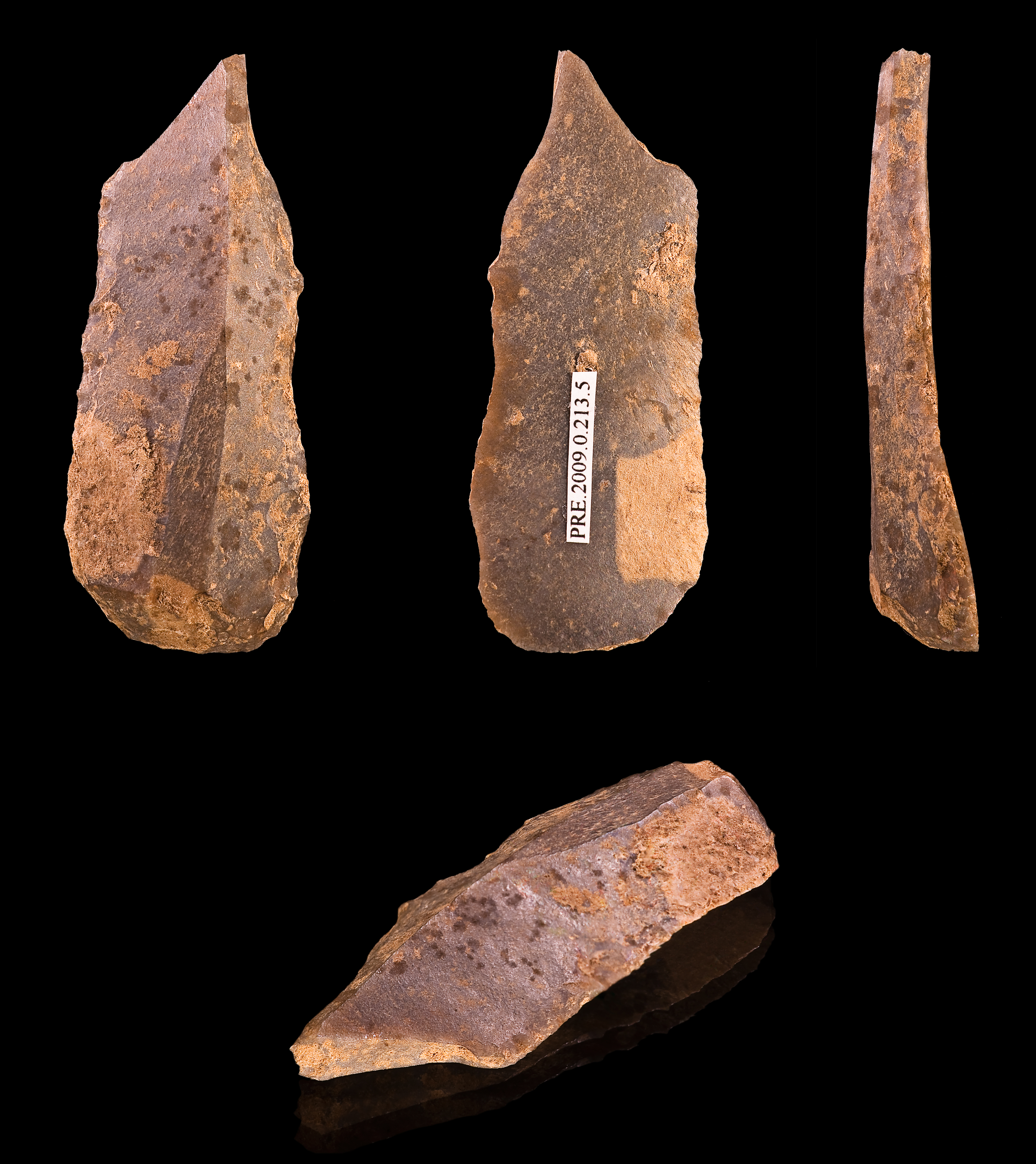
Burin - Gravettien Brassempouy, Landes, France. Muséum de Toulouse
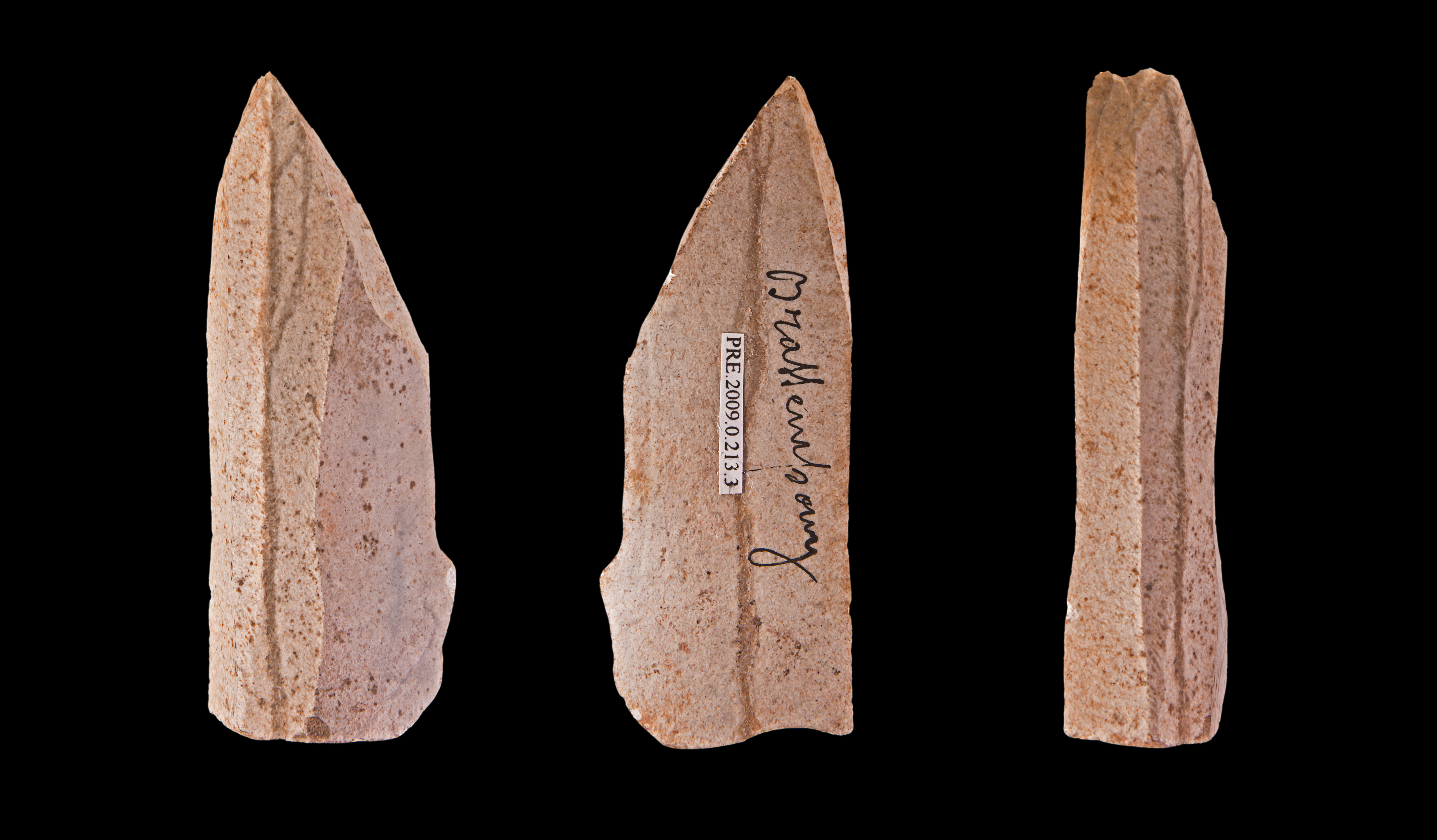
Burin - Gravettien - Brassempouy, Landes, France. Muséum de Toulouse